# 1459
Il 1459 (MCDLIX in numeri romani) è un anno  del XV secolo.

## Eventi
- Apertura dell'Accademia platonica di Firenze, per volere di Marsilio Ficino e grazie alla protezione di Cosimo de' Medici, divenuta uno dei centri più importanti del neoplatonismo rinascimentale, un cenacolo di filosofi e letterati fiorentini riuniti nella villa medicea di Careggi (presso Firenze) che intendevano far rivivere l'antica Accademia ateniese di Platone, per promuovere la rinascita della dottrina del filosofo greco.
- 4 febbraio: papa Pio II incorona Ferdinando I di Napoli nella Cattedrale di Barletta.
- 20 giugno: il sultano Mehmed II conquista completamente la Serbia, occupando Smederevo dopo alcuni negoziati con i difensori bosniaci, cui vien concesso di abbandonarla.
- Papa Pio II convoca un concilio a Mantova per programmare una crociata contro i turchi, ma si rivela un fallimento.
- Viene realizzato il famoso affresco alla Cappella dei Magi del Palazzo Medici Riccardi a Firenze che raffigura un ghepardo posto sopra il posteriore di un cavallo ricoperto da un tappeto per non ferire il purosangue con gli artigli.
- Muore fra Mauro, geografo, cartografo e monaco camaldolese, noto soprattutto per la creazione di un importante mappamondo.

## Nati
- 25 gennaio - Paul Hofhaimer, compositore e organista austriaco († 1537)
- 1º febbraio - Conrad Celtis, poeta, editore e umanista tedesco († 1508)
- 2 marzo - Papa Adriano VI, papa, vescovo cattolico e cardinale olandese († 1523)
- 6 marzo - Jacob Fugger, banchiere e mercante tedesco († 1525)
- 8 marzo - Bernardino Corio, storico italiano († 1519)
- 22 marzo - Massimiliano I d'Asburgo, imperatore († 1519)
- 15 maggio - Ercole Bentivoglio, condottiero italiano († 1507)
- 15 maggio - Giovanni I del Palatinato-Simmern, nobile tedesco († 1509)
- 27 maggio - Bernhard Adelmann von Adelmannsfelden, teologo e umanista tedesco († 1523)
- 6 ottobre - Martin Behaim, navigatore, cartografo e astronomo tedesco († 1507)
- 16 novembre - Andrea Oxner da Rinn, tedesco († 1462)
- 7 dicembre - Diego Ramírez de Fuenleal, vescovo cattolico spagnolo († 1537)
- 22 dicembre - Şehzade Cem, principe ottomano († 1499)
- 27 dicembre - Giovanni I Alberto di Polonia, re polacco († 1501)
- Jacopo IV Appiano, nobiluomo italiano († 1510)
- Basarab V Neagoe, principe († 1521)
- Boabdil di Granada, sultano († 1528)
- Michelangelo Brandini, orafo italiano († 1528)
- William Dunbar, poeta scozzese († 1530)
- Antonio Giordano, giurista italiano († 1530)
- Hadim Sinan Pascià, politico e militare ottomano († 1517)
- Hersekli Ahmed Pascià, generale e politico ottomano († 1517)
- Lorenzo di Ilok, nobile e militare croato († 1524)
- Filippo di Kleve-Ravenstein, nobile e militare francese († 1528)
- Ambrogio Landriani, nobile e militare italiano († 1527)
- Edward Poynings, militare britannico († 1521)
- Nicola di Salm, nobile e condottiero tedesco († 1530)
- Jacopo Saltarelli, orafo italiano
- Girolamo Scolari, religioso italiano († 1535)
- Carlo di Valois-Angoulême, nobile francese († 1496)
- Camillo Vitelli, condottiero e cavaliere medievale italiano († 1496)
- Juan de Zúñiga y Pimentel, cardinale e arcivescovo cattolico spagnolo († 1504)
- Francesco I de Tassis, italiano († 1517)

## Morti
- 22 gennaio - Antonio della Chiesa, presbitero italiano (n. 1394)
- 14 febbraio - Stefano del Palatinato-Simmern, conte (n. 1385)
- 17 febbraio - Fantino Dandolo, giurista, diplomatico e arcivescovo cattolico italiano (n. 1379)
- 3 marzo - Ausiàs March, poeta e cavaliere medievale spagnolo (n. 1400)
- 22 aprile - Giovanni IV di Trebisonda, imperatore bizantino (n. 1403)
- 2 maggio - Antonino Pierozzi, teologo, arcivescovo cattolico e letterato italiano (n. 1389)
- 3 maggio - Eric di Pomerania, re
- 9 maggio - Bertrandon de la Broquière, agente segreto francese
- 20 maggio - Giuliano Falciglia da Salemi, filosofo italiano
- 21 maggio - Giacomo Campora, arcivescovo cattolico italiano
- 14 giugno - Giacomo di Challant-Aymavilles, nobile italiano
- 27 agosto - Giacomo di Coimbra, cardinale e arcivescovo cattolico portoghese (n. 1433)
- 11 settembre - Zanone Castiglioni, vescovo cattolico italiano
- 12 settembre - Antonio Cerdá y Lloscos, cardinale e arcivescovo cattolico spagnolo (n. 1390)
- 14 settembre - Pietro Fregoso, doge (n. 1412)
- 16 ottobre - Grgur Branković, nobile serbo (n. 1415)
- 27 ottobre - Giannozzo Manetti, scrittore, filologo e umanista italiano (n. 1396)
- 30 ottobre - Poggio Bracciolini, umanista e storico italiano (n. 1380)
- 3 novembre - Giovanni da Norcia, francescano italiano (n. 1400)
- 5 novembre - John Fastolf, condottiero inglese (n. 1380)
- 4 dicembre - Adolfo VIII di Schaumburg, nobile (n. 1401)
- Giovanni Abbatelli Chiaramonte, nobile, politico e mercante italiano
- Barnaba Adorno, doge
- Alessandro di Trebisonda, imperatore
- Giovanni Aurispa, umanista, poeta e mercante italiano (n. 1376)
- Benedetto Barzi, giurista e diplomatico italiano (n. 1389)
- Giovan Francesco Capodilista, giurista e diplomatico italiano
- Filoteo di Alessandria, arcivescovo ortodosso egiziano
- Fra Mauro, geografo, cartografo e monaco cristiano italiano
- Pietro Caetani, nobile italiano
- Guido Gonzaga, religioso italiano (n. 1388)
- Blasco de Grañén, pittore spagnolo
- Gregorio III di Costantinopoli, arcivescovo ortodosso bizantino
- Petru III Aron, nobile moldavo
- Ludovico I di Savoia-Racconigi, nobile
- Carlo di Campobasso, nobile e condottiero italiano

## Calendario
| Calendario 1459 | Calendario 1459 | Calendario 1459 | Calendario 1459 | Calendario 1459 | Calendario 1459 | Calendario 1459 | Calendario 1459 | Calendario 1459 | Calendario 1459 | Calendario 1459 | Calendario 1459 | Calendario 1459 | Calendario 1459 | Calendario 1459 | Calendario 1459 | Calendario 1459 | Calendario 1459 | Calendario 1459 | Calendario 1459 | Calendario 1459 | Calendario 1459 | Calendario 1459 | Calendario 1459 | Calendario 1459 | Calendario 1459 | Calendario 1459 | Calendario 1459 | Calendario 1459 | Calendario 1459 | Calendario 1459 | Calendario 1459 | Calendario 1459 |
| --------------- | --------------- | --------------- | --------------- | --------------- | --------------- | --------------- | --------------- | --------------- | --------------- | --------------- | --------------- | --------------- | --------------- | --------------- | --------------- | --------------- | --------------- | --------------- | --------------- | --------------- | --------------- | --------------- | --------------- | --------------- | --------------- | --------------- | --------------- | --------------- | --------------- | --------------- | --------------- | --------------- |
|                 | 1               | 2               | 3               | 4               | 5               | 6               | 7               | 8               | 9               | 10              | 11              | 12              | 13              | 14              | 15              | 16              | 17              | 18              | 19              | 20              | 21              | 22              | 23              | 24              | 25              | 26              | 27              | 28              | 29              | 30              | 31              |                 |
| Gennaio         | Lu              | Ma              | Me              | Gi              | Ve              | Sa              | Do              | Lu              | Ma              | Me              | Gi              | Ve              | Sa              | Do              | Lu              | Ma              | Me              | Gi              | Ve              | Sa              | Do              | Lu              | Ma              | Me              | Gi              | Ve              | Sa              | Do              | Lu              | Ma              | Me              |                 |
| Febbraio        | Gi              | Ve              | Sa              | Do              | Lu              | Ma              | Me              | Gi              | Ve              | Sa              | Do              | Lu              | Ma              | Me              | Gi              | Ve              | Sa              | Do              | Lu              | Ma              | Me              | Gi              | Ve              | Sa              | Do              | Lu              | Ma              | Me              |                 |                 |                 |                 |
| Marzo           | Gi              | Ve              | Sa              | Do              | Lu              | Ma              | Me              | Gi              | Ve              | Sa              | Do              | Lu              | Ma              | Me              | Gi              | Ve              | Sa              | Do              | Lu              | Ma              | Me              | Gi              | Ve              | Sa              | Do              | Lu              | Ma              | Me              | Gi              | Ve              | Sa              |                 |
| Aprile          | Do              | Lu              | Ma              | Me              | Gi              | Ve              | Sa              | Do              | Lu              | Ma              | Me              | Gi              | Ve              | Sa              | Do              | Lu              | Ma              | Me              | Gi              | Ve              | Sa              | Do              | Lu              | Ma              | Me              | Gi              | Ve              | Sa              | Do              | Lu              |                 |                 |
| Maggio          | Ma              | Me              | Gi              | Ve              | Sa              | Do              | Lu              | Ma              | Me              | Gi              | Ve              | Sa              | Do              | Lu              | Ma              | Me              | Gi              | Ve              | Sa              | Do              | Lu              | Ma              | Me              | Gi              | Ve              | Sa              | Do              | Lu              | Ma              | Me              | Gi              |                 |
| Giugno          | Ve              | Sa              | Do              | Lu              | Ma              | Me              | Gi              | Ve              | Sa              | Do              | Lu              | Ma              | Me              | Gi              | Ve              | Sa              | Do              | Lu              | Ma              | Me              | Gi              | Ve              | Sa              | Do              | Lu              | Ma              | Me              | Gi              | Ve              | Sa              |                 |                 |
| Luglio          | Do              | Lu              | Ma              | Me              | Gi              | Ve              | Sa              | Do              | Lu              | Ma              | Me              | Gi              | Ve              | Sa              | Do              | Lu              | Ma              | Me              | Gi              | Ve              | Sa              | Do              | Lu              | Ma              | Me              | Gi              | Ve              | Sa              | Do              | Lu              | Ma              |                 |
| Agosto          | Me              | Gi              | Ve              | Sa              | Do              | Lu              | Ma              | Me              | Gi              | Ve              | Sa              | Do              | Lu              | Ma              | Me              | Gi              | Ve              | Sa              | Do              | Lu              | Ma              | Me              | Gi              | Ve              | Sa              | Do              | Lu              | Ma              | Me              | Gi              | Ve              |                 |
| Settembre       | Sa              | Do              | Lu              | Ma              | Me              | Gi              | Ve              | Sa              | Do              | Lu              | Ma              | Me              | Gi              | Ve              | Sa              | Do              | Lu              | Ma              | Me              | Gi              | Ve              | Sa              | Do              | Lu              | Ma              | Me              | Gi              | Ve              | Sa              | Do              |                 |                 |
| Ottobre         | Lu              | Ma              | Me              | Gi              | Ve              | Sa              | Do              | Lu              | Ma              | Me              | Gi              | Ve              | Sa              | Do              | Lu              | Ma              | Me              | Gi              | Ve              | Sa              | Do              | Lu              | Ma              | Me              | Gi              | Ve              | Sa              | Do              | Lu              | Ma              | Me              |                 |
| Novembre        | Gi              | Ve              | Sa              | Do              | Lu              | Ma              | Me              | Gi              | Ve              | Sa              | Do              | Lu              | Ma              | Me              | Gi              | Ve              | Sa              | Do              | Lu              | Ma              | Me              | Gi              | Ve              | Sa              | Do              | Lu              | Ma              | Me              | Gi              | Ve              |                 |                 |
| Dicembre        | Sa              | Do              | Lu              | Ma              | Me              | Gi              | Ve              | Sa              | Do              | Lu              | Ma              | Me              | Gi              | Ve              | Sa              | Do              | Lu              | Ma              | Me              | Gi              | Ve              | Sa              | Do              | Lu              | Ma              | Me              | Gi              | Ve              | Sa              | Do              | Lu              |                 |